# لوکاس سالاس
لوکاس سالاس (انگلیسی: Lucas Salas؛ زادهٔ ۲۸ سپتامبر ۱۹۹۴) بازیکن فوتبال اهل آرژانتین است.
وی همچنین در تیم ملی فوتبال زیر ۲۰ سال آرژانتین بازی کرده‌است.